# 隅野貴裕
隅野 貴裕（すみの たかひろ）は、日本のタイピスト。東京都小平市出身。全日本タイピスト連合代表。毎日パソコン入力コンクール技術顧問。毎日新聞社主催のタイピング全国大会で6年連続優勝し、内閣総理大臣賞、総務大臣賞、東京都知事賞などの受賞歴を持つ。

## 略歴
- 毎日新聞社主催のタイピング全国大会（毎日パソコン入力コンクール）で2002年より6年連続優勝[4]。
- 同大会にて内閣総理大臣賞、総務大臣賞、東京都知事賞などを受賞。現在は同大会の技術顧問を務める。
- 全日本タイピスト連合を設立、代表を務める[4]。
- 学校やパソコンスクール向けのタイピング技術指導や講演を行っている。[要出典]
- 文字入力の技術研鑽や指導に関する研究に20年以上取り組んでいる。[要出典]
- パソコン用キーボードを1秒間に20打鍵以上打つことができる。[要出典]
- キリマンジャロ山頂や砂漠、水中でのタイピングなどエクストリームタイピングを行う[4]。

## 監修
- 『美タイピング完全マスター練習帳』[5]（2014年、インプレスジャパン）ISBN 4-8443-3578-2
- 『美タイピング完全マスター練習帳』[5]（2017年、インプレス）ISBN 4-2950-0081-7
- 『世界一やさしいタイピング』[5]（2018年、インプレス）ISBN 4-2950-0301-8

## 主な出演歴
- タモリのグッジョブ!胸張ってこの仕事（TBS）
  - 2002年10月22日
  - 2002年11月12日
  - 2002年11月19日
  - 2002年12月3日
- となりのマエストロ（TBS、2010年2月7日） - タイピングマエストロ
- おはスタ（テレビ東京、2010年12月13日）
- 百識王（フジテレビ、2011年4月13日） - タイピング界のゴッドハンド
- 噂のマヨつば話!一斉捜索SP（TBS、2012年10月4日）[6] - 神の手を持つ男
- 大阪ほんわかテレビ（読売テレビ、2013年3月3日）[7] - タイピングで常識破りの指使いをする人
- 中居正広のミになる図書館（テレビ朝日、2013年9月17日）[6] - ミになる美タイピングNO.1決定戦の講師役
- 中居正広のミになる図書館（テレビ朝日、2013年10月15日）[6] - 美タイピング大辞典の講師役
- 忍24時（日本テレビ、2015年8月22日） - 日本一の早ワザテクニックを持つ男
- スマホ世代、キーボード克服への道 会社では必要！（NIKKEIプラス1、2017年12月16日） - タイピングの達人
- REALFORCE TYPING CHAMPIONSHIP 2017（東京ゲームショウ2017、2017年9月24日）- 大会解説
- THE FASTEST WORKERS 日本最速仕事人９選（THEO社CM、2017年11月13日） - タイピングの最速仕事人

## 主な受賞歴
- 2002年 第1回毎日パソコン入力コンクール 英文 第1位（毎日大賞）
- 2002年 第2回毎日パソコン入力コンクール 英文 第1位（内閣総理大臣賞、東京都知事賞）
- 2003年 第3回毎日パソコン入力コンクール 和文 第1位（総務大臣賞、東京都知事賞）
- 2004年 第4回毎日パソコン入力コンクール 和文 第1位（毎パソ特別名誉大賞）
- 2005年 第5回毎日パソコン入力コンクール 和文 第1位（毎パソ特別名誉大賞、ジャストシステム賞）
- 2006年 第6回毎日パソコン入力コンクール 和文 第1位（内閣総理大臣賞、マイクロソフト賞、PFU賞、オデッセイコミュニケーションズ賞）